# DS5
DS 5 (до 2015 року Citroën DS5) — сімейство автомобілів французької компанії DS Automobiles.

## Опис

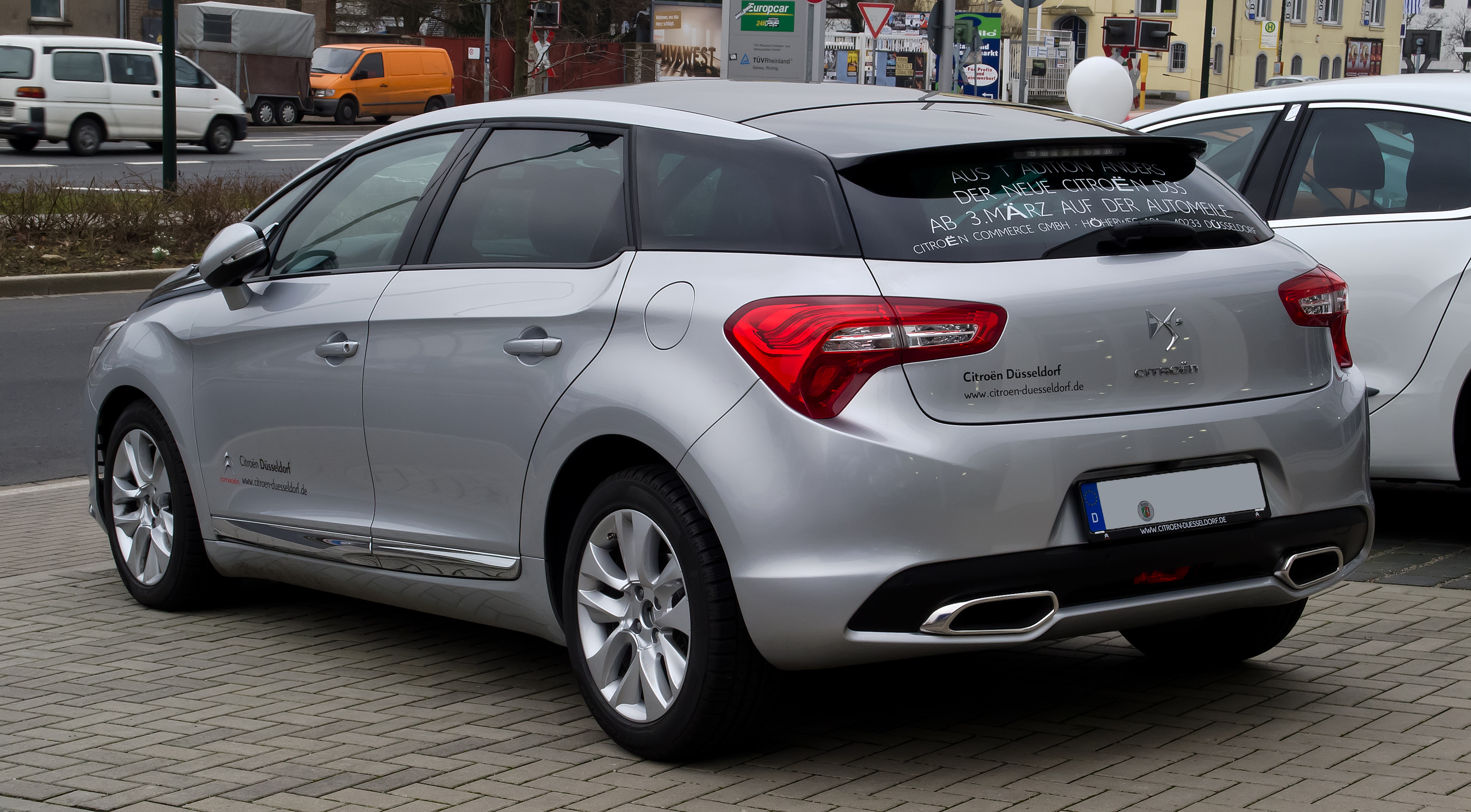
Citroën DS5

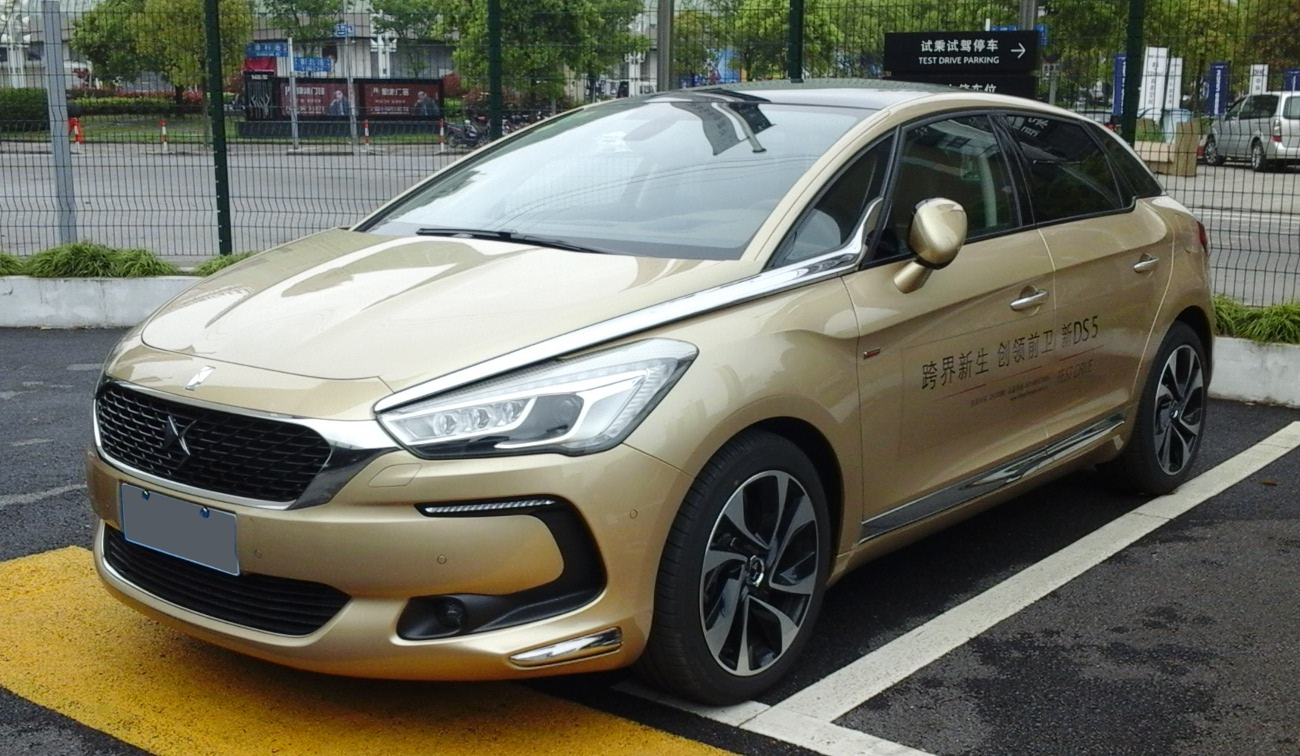
DS5

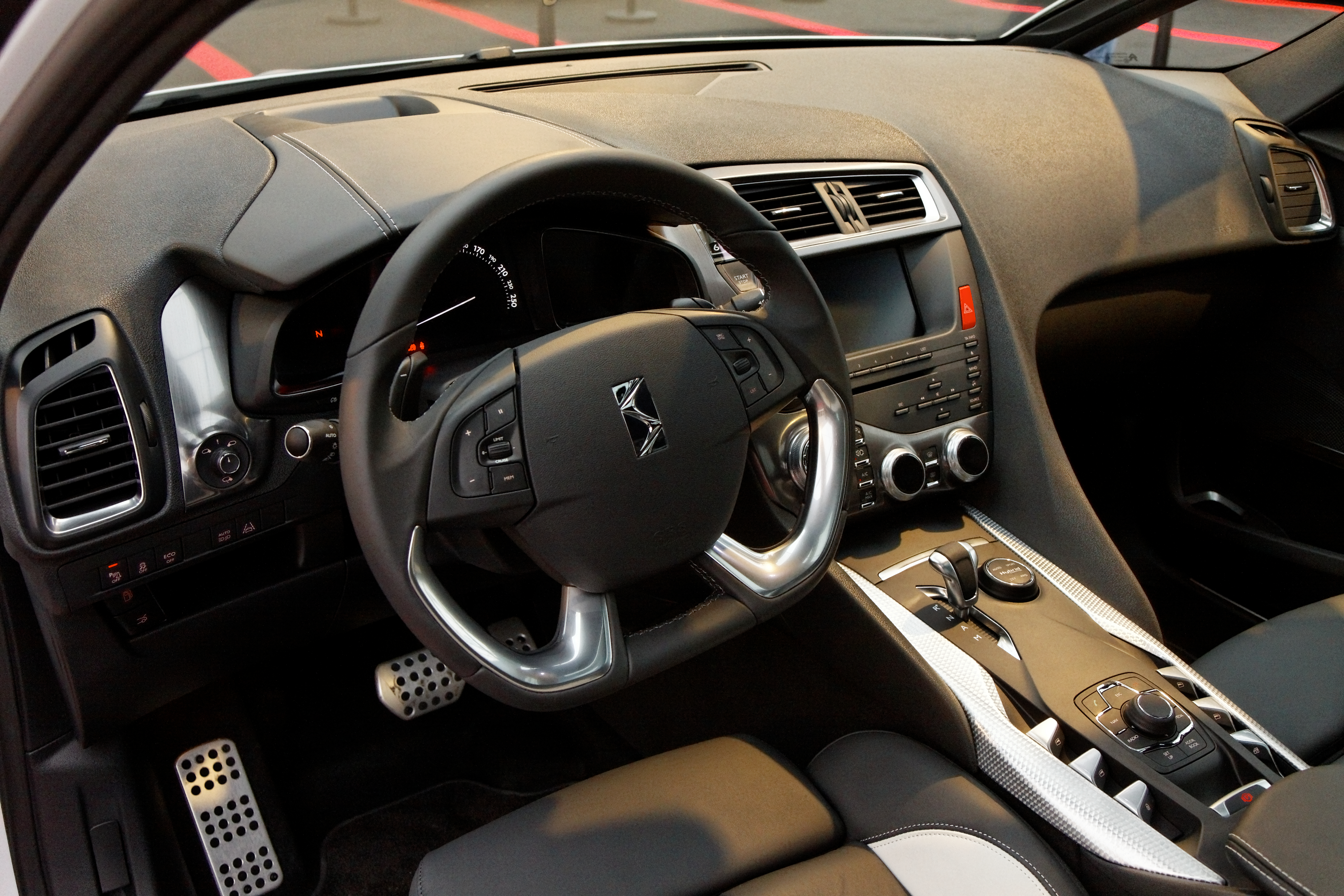
Салон Citroën DS5

DS5 вперше було показано на Shanghai Auto Show 18 квітня 2011 року. Це буде третя модель в новому преміум (Luxury vehicle) під-бренді DS, створена Citroën і запущена разом з лінійкою основних авто.
DS5 — це суміш купе, універсала і седана. На дизайн сильно вплинув C-Sportlounge, концепт-кар, показаний в 2005 році на Франкфуртському автосалоні. Розміри моделі дуже близькі до Пежо-3008, і це не випадково, оскільки авто зроблено на базі Пежо, а не на базі С5, як можна було подумати.
Покупці матимуть можливість вибрати двигун авто з-поміж бензинового двигуна із турбонаддувом та двох дизельних двигунів, але трансмісія одна — Citroën HYbrid4 PSA. Вона базується на поєднанні HDi дизельного 2,0 л двигуна потужністю 163 к.с. із електродвигуном потужністю 37 к.с., що встановлений на задній осі і передає потужність на всі чотири колеса, якщо це необхідно. Можна рухатися виключно на електротязі, якщо заряджені акумулятори. Трансмісія буде дебютувати в кінці цього року на Peugeot 3008 і стане першим таким продуктом у світі дизель-електричних гібридів. Варто також зазначити, що DS5 стане першим Citroën з гібридною трансмісією, технології, які не так широко поширені в Європі, як, скажімо, в Сполучених Штатах.
Характеристики викидів CO2 — 99 гр\км, а витрата палива 3,8 л/100 км.
DS5 надійде в продаж у Європі в кінці 2011 року. Ціну ще не було оголошено, але, за оцінками, буде починатися приблизно з € 25,000 і € 40,000 для моделі повної комплектації HYbrid4.
У ході редизайну 2015 року поліпшилась якість роботи підвіски, яка тепер справляється з великими вибоїнами та нерівностями дороги. Повністю жорсткості, яка була притаманна попередньому випуску моделі, позбутись не вдалось, але її рівень перестав межувати з дискомфортом. Нові моделі випускаються без розпізнавальних знаків Citroen. Хетчбек DS5 у непоганій формі, тому не варто списувати його з рахунків як альтернативу. Привабливий DS5 очолив розкішну лінійку DS, яка згодом перетворилась в окремий бренд. Після оновлень 2015 року хетчбек почувається впевненіше у сегменті компактних, представницьких автомобілів, на який він був націлений від початку. Конкуренцію йому складають Audi A4 і BMW 3 Series. Але переплутати його з суперниками неможливо. Він отримав вкрай виразну стилізацію. Компанія відмовилась від подвійної решітки радіатора та бейджів Citroen на користь так званих «крил DS». Автомобіль доступний у двох версіях -  Elegance та Prestige. Моделі Elegance постачаються з 17-дюймовими литими дисками коліс, круїз-контролем, сенсорним екраном системи супутникової навігації, двозонним клімат-контролем, Bluetooth, DAB радіо та задніми сенсорами паркування. Обравши Prestige, водій отримає ксенонові передні фари, водійське сидіння з електроприводом та камеру заднього виду. На розсуд водія пропонується бензинові, дизельні та навіть гібридні силові агрегати. 

## Двигуни
Бензинові
- 1.6 л THP 155 Turbo І4 156 к.с.
- 1.6 л THP 165 Turbo І4 165 к.с.
- 1.6 л THP 200 Turbo І4 200 к.с.
- 1.6 л THP 210 Turbo І4 211 к.с.

Дизельні
- 1.6 л HDi І4 112-120 к.с.
- 2.0 л HDi І4 150-200 к.с.